# آل أبين (صعدة)
آل أبين هي إحدى قرى الجمهورية اليمنية. وهي تتبع جغرافيًا لمحافظة صعدة. وإداريًا لمديرية سحار. يبلغ تعداد سكانها 5394 نسمة حسب الإحصاء الذي أجري عام 2004.